# Нигеро-французские отношения
Нигеро-французские отношения — двусторонние дипломатические отношения между Нигером и Францией. Государства связывает длительный период совместной истории, начиная с завоевания Францией территории Нигера в 1898 году. Нигер получил независимость от метрополии в 1960 году, а история культуры и французского языка под влиянием Франции были точкой общности в создании нигерской культуры. Франция извлекала экономическую выгоду из того времени, когда она была колониальной державой, и до сих пор полагается на импорт из Нигера для развития своей экономики.

## Колониализм и деколонизация
Нигер поддерживает тесные связи с Францией, своей бывшей метрополией. После обретения Нигером независимости в 1960 году на всех уровнях правительства и вооружённых сил имелось несколько сотен французских советников. В 1960-х годах вооружённые силы Нигера были полностью сформированы из бывших членов колониальных войск Франции: их возглавили французы, которые согласились принять совместное французско-нигерское гражданство. В 1960 году в нигерской армии было всего десять африканских офицеров. 
В 1965 году президент Нигера Хамани Диори подписал закон о прекращении найма иностранных военных офицеров, некоторые из них продолжали служить до переворота 1974 года, когда всё французское военное присутствие было прекращено. Кроме того, до 1974 года французы имели в Нигере около 1000 военнослужащих 4-го полка Interarmes d’Outre-Mer. Морская пехота Франции имеет базы в Ниамее, Зиндер, Бильма и Агадес. 
С 1979 года французские войска вновь стали постоянно базироваться в Нигере. 
В июле 2023 года группа военных из президентской гвардии отстранила от власти президента Мохамеда Базума и создала Национальный совет спасения родины во главе с командующим гвардией Абдурахманом Тчиани. Новые власти отменили соглашение с Францией о размещении в Нигере воинского контингента, в соответствии с котором в стране до 10 октября находились 1,4 тыс. французских военных,  в декабре Нигер аннулировав и военное сотрудничество с Евросоюзом, отозвав свое разрешение на развертывание миссии сообщества в Ниамее. 
В августе Нигер декретом, объявляющим о прекращении различных военных и оборонных соглашений с Францией, денонсирует «соглашения о сотрудничестве в сфере безопасности и обороны» с Францией; в сентябре Франция сделает то же самое, расторгнув соглашение о военном сотрудничестве между двумя странами с 1977 года.
Всё это также обострило вопрос с поставляемым оттуда ураном (который для Франции с ее большим количеством АЭС является критически важным). 
В сентябре Нигер объявил о высылке французского посла Сильвена Итте в связи с его «враждебным» отношением, Франция в ответ заявила, что не признает новые власти как незаконные, стало быть, высылка тоже незаконна. И, соответственно, требование убрать французские войска из страны тоже незаконно.  Нигер обвинил Францию в развертывании войск для вторжения и закрыл свое воздушное пространство для Франции.
Ввиду ухудшения отношений новых властей Нигера и других стран Сахеля с Францией — Буркина-Фасо, Мали и Нигер подписали в сентябре 2023 хартию о создании Альянса государств Сахеля (перед этим Чад и Мавритания объявили о роспуске «сахельской пятерки»,  в связи с выходом из нее Мали, Буркина-Фасо и Нигера).
В декабре Франция закрыла свое посольство в Нигере и вывела своих военных из страны.

## Экономические связи
Нигеро-французские отношения продолжают оставаться тесными. Франция является основным экспортным партнером Нигера: это государство почти полностью зависит от Нигера в отношении поставок урана, который питает обширную ядерную энергетическую систему страны, добываемый в северных регионах в районе города Арли. Нигер критикует Францию за эти договорные отношения, заявив, что должен получать большую долю прибыли от добычи урановой руды.

## Дипломатические отношения
Франция сохраняет сильное дипломатическое присутствие в Ниамее и несколько тысяч французских эмигрантов проживают по всей стране. Нигер, в свою очередь, имеет одно из 24 своих иностранных посольств в Париже, а также три почётных консульства (в Бордо, Лионе и Марселе), обслуживающих большое количество эмигрантов и натурализовавшееся население Нигера, проживающее во Франции. Мариама Хима, бывший министр социального развития Нигерии, с 1997 по 2003 год работала послом Нигера в Париже.

## Культурные связи
На национальную культуру Нигера, состоящую из разнообразной группы доколониальных национальных культур, большое влияние оказала французская культура. Французский язык продолжает оставаться официальным языком Республики Нигер. Культурные центры, такие как Центр французской культуры Жана Руша в Ниамее и Французский культурный центр в Зиндере, являются основными учреждениями для продвижения французской культуры в Нигере, а также продвижения нигерской культуры среди французской аудитории. Нигер является одним из основателей Франкофонии.

## Дипломатические представительства
- Франция имеет посольство в Ниамее[18].
- Нигер содержит посольство в Париже[19].